# Al-Hilal Omdurman
Al-Hilal Omdurman (arab. نادي الهلال السوداني) – sudański klub piłkarski z siedzibą w Omdurmanie, największym mieście kraju. Al-Hilal jest najbardziej utytułowanym klubem w Sudanie.

## Historia
Klub Al-Hilal Omdurman założony został w 13 lutego 1930 roku przez czterech studentów Gordon Memorial College (dzisiejszy Uniwersytet Chartumski). Nazwa oznacza po arabsku Półksiężyc. Od 1962 roku Al-Hilal uczestniczy w rozgrywkach pierwszej ligi. Al-Hilal do chwili obecnej 25-krotnie tryumfował w lidze sudańskiej, co jest rekordem, pięciokrotnie zdobył również Puchar Sudanu. Od lat Al-Hilal występuje w afrykańskich rozgrywkach klubowych. Do tej pory największym sukcesem Al-Hilal jest dwukrotnie dotarcie do finału Pucharu Mistrzów Afryki w 1987 (uległ egipskiemu Al-Ahly Kair 0-0 i 0-2) oraz w 1992 (uległ marokańskiemu WAC Casablanca 0-2, 0-0).

## Sukcesy
- Finalista Ligi Mistrzów (2 razy): 1987, 1992
- Mistrz Sudanu (30 razy): 1962, 1964, 1965, 1966, 1967, 1974, 1981, 1983, 1984, 1986, 1987, 1988, 1989, 1991, 1994, 1995, 1996, 1998, 1999, 2003, 2004, 2005, 2006, 2007, 2009, 2010, 2012, 2014, 2021-2022, 2024
- Zdobywca Pucharu Sudanu (6 razy): 1977, 1993, 2000, 2004, 2009, 2011

## Występy w afrykańskich pucharach
- Liga Mistrzów: 9 występów

| 1997 – 2. runda 1999 – 2. runda 2000 – faza grupowa | 2004 – 3. runda 2005 – faza grupowa 2006 – 2. runda | 2007 – półfinał 2008 – ćwierćfinał 2009 – półfinał |

- Puchar Mistrzów: 14 występów

| 1966: półfinał 1967: 1. runda 1970: 2. runda 1974: 2. runda 1982: 2. runda | 1984: 1. runda 1985: 2. runda 1987: finał 1988: ćwierćfinał 1990: ćwierćfinał | 1992: finał 1993: 1. runda 1995: 1. runda 1996: 1. runda |

- Afrykański Puchar Konfederacji: 2 występy

2004 – faza grupowa
2006 – 3. runda
- Puchar CAF: 2 występy

1998 – ćwierćfinał
2002 – 1. runda
- Puchar Zdobywców Pucharów: 3 występy

1994 – 1. runda
2001 – 1. runda
2003 – 2. runda

## Skład na sezon 2009/2010
| Nr | Poz. | Piłkarz                  |
| -- | ---- | ------------------------ |
| 1  | BR   | Abdel Rahman (Al-Deayea) |
| 2  | PO   | Omer Bakhit              |
| 4  | OB   | Ajibade Omolade          |
| 5  | PO   | Ala’a Eldin Yousif       |
| 7  | PO   | Hamouda Bashir           |
| 8  | PO   | Haitham Mostafa          |
| 9  | NA   | Edward Sadomba           |
| 10 | PO   | Mohamed Tahir            |
| 12 | PO   | Saif Masawi              |
| 13 | NA   | Lelo Mbele               |
| 14 | NA   | Ahmed Adil               |
| 15 | PO   | Al Naem Al Noor          |

| Nr | Poz. | Piłkarz                  |
| -- | ---- | ------------------------ |
| 16 | BR   | Moez Mahjoub             |
| 17 | NA   | Mudather (Karika)        |
| 18 | OB   | Khalefa Ahmed Mohamed    |
| 19 | OB   | Sami Abdullah            |
| 20 | OB   | Demba Barry              |
| 21 | BR   | Mohamed El Amin Ali Issa |
| 22 | PO   | Kayode Sheriff Sule      |
| 23 | PO   | Ahmed Al Fadil           |
| 25 | PO   | Saleh Abdullah           |
| 27 | OB   | Usama Altawon            |
| 28 | OB   | Moneer Ombada            |
| 30 | PO   | Effosa Eguakon           |

## Motto
Mottem Al-Hilal jest: „Bóg – Honor – Al-Hilal” (arab. Allah – AlWatan – Al-Hilal).